# Iglesia de Santa Ana (Glew)

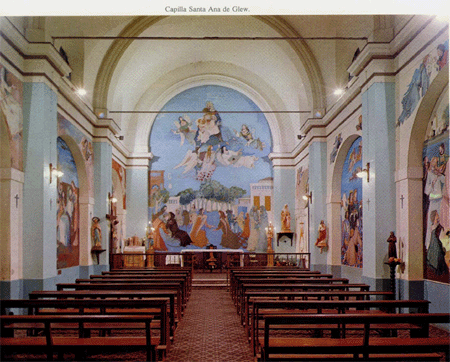
Vista de uno de los frescos de Soldi.

La iglesia Santa Ana se encuentra en la localidad bonaerense de Glew, en la intersección de las calles Aristóbulo del Valle y Raúl Soldi. Su fundadora y benefactora fue Vicenta del Castillo de Calvo, con su patrocinio se inició el trabajo de construcción en el año 1904, por el constructor Pablo Regazzoni.

## Historia
Con el aumento de la población en Glew se hizo necesaria la construcción de una capilla propia, ya que hasta ese momento los fieles debía trasladarse a Ministro Rivadavia o a San Vicente. La señora del Castillo de Calvo no vio terminada su obra, pues falleció en el mismo año en que se colocaron los primeros ladrillos del templo. Continuó el patrocinio y auspicio de la obra hasta su finalización, Nicanor Ezeiza. La iglesia se inauguró en 1905, el pueblo se llamaba entonces Cambaceres; siendo capilla era atendida por la Vicaría de Ministro Rivadavia. El último en atenderla fue el Padre Joaquín Cùfari, con quien se dieron los primeros bautismos que figuran en las actas parroquiales en 1935, y los primeros casamientos en 1936.

## Descripción arquitectónica
El templo es un rectángulo severo de 23 metros de largo por 8 de ancho. A gran altura iluminan seis claraboyas sobre los costados, cubiertas por cristales azules y blancos. En las paredes internas hay arcos de 5 por 3 metros, limitadas por pilastras, que actualmente tiene sus famosos murales.
Adosada al atrio de 2 por 9 metros se alza la fachada de reminiscencias neoclásicas que se cierra en un tímpano con un rosetón de cristales policromados. Su estructura de ladrillos rojos está rematada por una espadaña con su campanil místico en el centro; tiene techo a dos aguas con el interior abovedado. El altar se encuentra separado de la nave por una baranda de hierro.
En los bancos figuran los nombres de quienes concurrieron con su fe y su óbolo para vestir el templo: Calvo, Eguiabhare, Poggio, Torliaschi, Etchecourt, Blanco, Grosso, De Garin, Burzaco, Moirten, Iribarne.

## Losfrescosde Soldi

### Historia de su realización
La capilla Santa Ana de la ciudad de Glew guarda una de las páginas más reconocidas de la pinacoteca argentina. Los memoriosos sostienen que la historia de la capilla y estos frescos comenzó a principios de los años 1950s, cuando el pintor Raúl Soldi conoció el pueblo y se enamoró de él a primera vista. Le gustaron, dicen, las calles mansas y tranquilas, apenas alteradas, cada tanto, por el paso de sulkies. Los murales de la iglesia con su antiguo campanario en pie habían sido inaugurados en 1905. Hoy, al entrar en la capilla se percibe el aroma a hierbas que inunda el lugar. Matices pastel y azules ultramar intensos.
Cuando a Soldi se le ocurrió pintar la capilla estaba a cargo el Párroco Padre Jerónimo Kadlec. La capilla en ese entonces estaba llena de santos de palo, y Soldi lo convenció de que los frescos iban a quedar mejor. El entusiasmo de Soldi contagió al presbítero y se hicieron los trámites correspondientes en la Curia de la Plata para pintar la iglesia, tarea que comienza en 1953; incluso el padre Jerónimo lo ayudó. Veintitrés veranos fue lo que el artista dedicó a esta obra. Soldi comenzaba a trabajar a las siete de la mañana hasta que caía la tarde, alrededor de ocho horas diarias, en un andamio rudimentario. Le producía mucho placer ese trabajo, y cuenta que a veces venía un fraile, amigo del párroco, que era músico y poeta y mientras él pintaba le leía poemas en voz alta y también hacía música en el órgano. Soldi pintó a este fraile -después de su muerte- y dijo: “su rostro ha quedado arriba, pintado en el coro, como yo lo veía, dorado por la luz cálida del verano, en las tardes apacibles y aldeanas, cuando los seres y las cosas parecían tocados por la gracia de Dios“.
Hoy, su nombre cobra inmortalidad junto a aquellas obras que nos regaló para siempre.  

### Motivo y características
El tema principal es la vida de Santa Ana, madre de María, pero el escenario donde se desarrollan las escenas es el mismo pueblo. El nacimiento de la Virgen tiene lugar en el patio de una casa que está en la esquina de la iglesia. Soldi pintó molinos y animales. Las figuras de los frescos son más de sesenta y hay unos doscientos cincuenta metros cuadrados pintados con frescos. El altar mayor ha sido decorado con tres nichos del lado izquierdo del altar, el coro dos partes con una gran ojiva en el medio y otros dos frescos a los costados de la escalera. Arriba, en el coro, se encuentra la figura del fraile poeta, a su lado el párroco, y el monaguillo de entonces. Santa Cecilia, que está sentada al órgano, es la muchacha que cantaba en la misa de los domingos. Otras de las figura son una amiga de su esposa, por la cual conoció el pueblo y la persona que realizaba la limpieza.